# Walter Gauss
Walter Gauss (22 de junio de 1926 – 5 de abril de 2010) fue un deportista austríaco que compitió en judo. Ganó una medalla de oro en el Campeonato Europeo de Judo de 1958 en la categoría de –80 kg.

## Palmarés internacional
| Campeonato Europeo | Campeonato Europeo | Campeonato Europeo | Campeonato Europeo |
| Año                | Lugar              | Medalla            | Categoría          |
| ------------------ | ------------------ | ------------------ | ------------------ |
| 1958               | Barcelona (España) | Medalla de oro     | –80 kg             |